# 840-849
De jaren 840-849 (van de christelijke jaartelling) zijn een decennium in de 9e eeuw.

## Gebeurtenissen en ontwikkelingen

### Frankische Rijk
- 840 : Keizer Lodewijk de Vrome sterft. De Karolingische Successieoorlog woedt verder onder zijn drie zoons Karel de Kale, Lotharius I en Lodewijk de Duitser. Lotharius krijgt als oudste de keizerskroon en de supervisie over de anderen.
- 841 : Slag bij Fontenoy. Karel de Kale en Lodewijk de Duitser vechten tegen Lotharius I en Pepijn II van Aquitanië.
- 842 : Eed van Straatsburg. Een staakt-het-vuren wordt ondertekend.
- 843 : Verdrag van Verdun. In het verdrag wordt de deling van het Frankische Rijk bepaalt.
- 844 : Bernhard van Septimanië wordt verslagen. Zijn rijk wordt door Karel de Kale ingepalmd.
- 848 : Pepijn II van Aquitanië wordt afgezet. Aquitanië wordt een deel van West-Francië.

### Aghlabiden
- 846 : De Aghlabiden plunderen Rome.
- 847 : Ze veroveren Bari en stichten het emiraat Bari.

### Christendom
- 843 : Feest van de orthodoxie. Keizerin Theodora II van Byzantium roept een concilie in Constantinopel bijeen en schaft het iconoclasme af.

## Heersers

### Europa
- Asturië: Alfons II (791-842), Ramiro I (842-850)
- Bretagne: Nominoë (841-851)
- Bulgaren: Presjan I (836-852)
- Byzantijnse Rijk: Theophilos (829-842), Michaël III (842-867) onder regentschap van Theodora II (842-856)
- Denemarken: Horik I (815-854)
- Engeland en Wales
  - Gwynedd: Merfyn Frych (825-844), Rhodri Mawr (844-878)
  - Kent: Æthelstan (839-854)
  - Mercia: Beorhtwulf (840-852)
  - Northumbria: Eanred (ca.810-ca.850)
  - Wessex: Æthelwulf (839-855)
- Franken: Lodewijk de Vrome (814-840), Lotharius I (840-855)
- West-Francië : Karel de Kale (840/843-877)
  - Aquitanië: Pepijn II (838-864), Karel de Kale (838-855)
  - Aragon: Galindo Garcés (833-844), Galindo I Aznarez (844-867)
  - Barcelona: Bernhard van Septimanië (826-844), Sunifried (844-848), Willem van Septimanië (848-850)
  - Rouergue: Raymond I (849-863)
  - Toulouse: Bernhard van Septimanië (816-842), Acfred (842-843), Willem van Septimanië (844-849), Fredelo (844-852)
  - Vlaanderengouw: Ingelram (ca. 817-851)
- Midden-Francië : Lotharius I (840-855)
  - Italië: Lotharius I (818-844), Lodewijk II (844-875)
  - Bari: Kalfun (847-852)
  - Benevento: Radelchis I (839-851)
  - Spoleto: Berengar (836-841), Wido (842-860)
- Oost-Francië : Lodewijk de Duitser (840/843-876)
- Navarra: Ínigo Íñiguez Arista (824-851)
- Omajjaden (Córdoba): Abd-ar-rahman II (822-852)
- Servië - Prosigoj (822-836), Vlastimir (836-863)
- Venetië (doge): Pietro Tradonico (837-864)

### Azië
- Abbasiden (kalief van Bagdad): Al-Mu'tasim (833-842), Al-Wathiq (842-847), Al-Mutawakkil (847-861)
- China (Tang): Wenzong (827-840), Wuzong (840-846), Xuānzong (846-859)
- India
  - Pallava: Dantivarman (795-846), Nandivarman III (846-869)
  - Rashtrakuta: Amoghavarsha (814-878)
- Japan: Junna (823-833), Nimmyo (833-850)
- Khmer: Jayavarman II (802-850)
- Perzië (Samaniden): Saman Khoda (819-864)
- Silla (Korea): Munseong (839-857)
- Tibet: Tri Ralpachan (ca. 815-841), Langdarma (841-842), Ösung (ca. 846-893)

### Afrika
- Idrisiden (Marokko): Ali ibn Idris (836-848), Yahya ibn Mohammed (848-864)
- Ifriqiya (Tunesië, Aghlabiden): al-Aghlab Abu Iqal (838-841), Muhammad I Abul-Abbas (841-856)
- Rustamiden (Algerije): Abu Sa'id Aflah (823-872)

### Religie
- paus: Gregorius IV (827-844), Sergius II (844-847), Leo IV (847-855)
  - tegenpaus: Johannes VIII (844)
- patriarch van Alexandrië (Grieks): Christoforus I (817-841), Sofronius I (841-860)
- patriarch van Alexandrië (koptisch): Jozef I (831-849), Michaël II (849-851)
- patriarch van Antiochië (Grieks): Simeon (834-840), Elias (840-852)
- patriarch van Antiochië (Syrisch): Dionysius I van Tellmahreh (817-845), Johannes III (846-873)
- patriarch van Constantinopel: Johannes VII Grammaticus (836-843), Methodius I (843-847), Ignatius I (847-858)
- imam (sjiieten): Ali ibn Muhammad (835-868)

<< · 840 · 841 · 842 · 843 · 844 · 845 · 846 · 847 · 848 · 849 · >>
<< · 800-809 · 810-819 · 820-829 · 830-839 · 840-849 · 850-859 · 860-869 · 870-879 · 880-889 · 890-899 · >>